# Списък на политическите коалиции в България

## Б
- Българска лява коалиция
- Български народен съюз
- Българска пролет

## Д
- Демократична левица

## К
- Коалиция за България
- Коалиция на розата

## Н
- Народен блок
- Народен съюз
- Национално обединение „Атака“

## О
- Обединени демократични сили
- Обединение ДОСТ
- Обединение за национално спасение
- Обединени патриоти
- Отечествен фронт

## П
- Патриотична коалиция – „Воля“ и НФСБ
- ПП – ДБ

## С
- Синята коалиция
- Справедлива България

## Т
- Тройната Коалиция